# اریکا وو
اریکا وو (انگلیسی: Erica Wu؛ زادهٔ ۱۵ مهٔ ۱۹۹۶) یک بازیکن تنیس روی میز اهل ایالات متحده آمریکا است. 
وی در مسابقات کشوری و بین‌المللی در مجموع برنده ۱ مدال نقره شده‌است.